# Kasteel van Le Petit Perron
Het Kasteel van Le Petit Perron (Frans: Château du Petit Perron) is een kasteel in de Franse gemeente Pierre-Bénite. Het kasteel is een beschermd historisch monument sinds 2006.